# Renze Klamer
Renze Klamer (Rotterdam, 12 mei 1989) is een Nederlands radio- en televisiepresentator en verslaggever.

## Carrière
In 2009 liep Klamer voor zijn economische studie stage bij de Evangelische Omroep. Hierna kwam hij in dienst bij deze omroep; hij kreeg een functie op de afdeling Marketing & Communicatie.

### EO
In 2010 volgde binnen de EO een screening voor nieuwe presentatoren, waarbij Klamer zich aanmeldde en zijn intrede maakte in dit vak. Onder meer verzorgde hij de tv-presentatie van de EO-Jongerendag in 2011 en 2012 (samen met Klaas van Kruistum). In het tv-programma Door de Wereld verzorgde hij een nieuwsrubriek. In 2011 begon hij als radiopresentator in het programma Dit is de Nacht op NPO Radio 1. 
In het tv-programma Knevel & Van den Brink was Klamer vaak te zien aan het eind van het programma, in de internetrubriek ‘Makkelijk praten achteraf’. Hierbij stelde hij in korte tijd een aantal voornamelijk informele vragen aan de gasten die door Andries Knevel en Tijs van den Brink waren ondervraagd in de tv-uitzending. Deze rubriek verzorgde hij ook in het programma 1 Voor de Verkiezingen (EO/VARA) in 2012. 
In 2012 viel Klamer regelmatig in voor Van den Brink of Elsbeth Gruteke als (mede)presentator van het dagelijkse radio-nieuwsprogramma Dit is de Dag. Vanaf 1 januari 2014 was hij een van de drie vaste presentatoren van het programma, naast Van den Brink en Margje Fikse.
In 2014 was hij medepresentator in de serie God in de Lage Landen, naast Ernst Daniël Smid. Ook was Klamer een van de presentatoren van het debatprogramma Dit is de Dag Arena.
Van januari 2016 tot augustus 2018 presenteerde hij samen met Robbert Meeder het doordeweekse EO-avondprogramma Langs de Lijn En Omstreken met de NOS op NPO Radio 1. Ook was hij invaller voor Van den Brink als presentator van het tv-programma De Tafel van Tijs.

### BNNVARA
Per 1 september 2018 stapte Klamer over van de EO naar BNNVARA. Hij was daar sinds 1 oktober dat jaar te zien als presentator van Na het Nieuws, een dagelijkse talkshow na het acht-uurjournaal op NPO 1 op het digitale kanaal NPO 1 Extra.
Van januari tot en met maart 2019 nam hij de presentatie van de rubriek Belbus in het consumentenprogramma Kassa op zich, als tijdelijk vervanger van Amber Kortzorg die in deze periode de presentatie van Brecht van Hulten overnam vanwege een hersenschudding.
Sedert juni 2019 presenteerde Klamer in de nacht van zaterdag op zondag op NPO Radio 1 het programma Dieper in de nacht, dat steeds een aantal weken werd uitgezonden in afwisseling met Onze man in Deventer van Özcan Akyol.
Van 1 januari tot en met eind juli 2020 presenteerde Klamer, eveneens op NPO Radio 1, op maandag tot en met donderdag het actualiteitenprogramma De Nieuws BV. 
Klamer deed in 2019/2020 mee aan het tv-programma De IJzersterkste, waarin hij als onderdeel van "Team Ritsma" het finaleklassement won op 4 januari 2020.
Vanaf 7 februari 2020 presenteert Klamer op NPO 1 de talkshow Laat op vrijdag, met telkens twee gasten, waarin de opzet is om luchtige en persoonlijke onderwerpen te belichten en de actualiteit te mijden.
Vanaf 31 augustus 2020 presenteerde Klamer samen met Fidan Ekiz het praatprogramma De vooravond, dat op werkdagen rechtstreeks werd uitgezonden op NPO 1. Het duo presenteerde het programma 2 seizoenen. Op 10 juni 2021 maakte BNNVARA bekend te stoppen met de inzet van Klamer en Ekiz voor De vooravond en na de zomer van dat jaar met een nieuwe talkshow te komen, met als presentatoren Sophie Hilbrand en Khalid Kasem.

### RTL
In juli 2022 werd Klamer presentator bij RTL. Hij versterkte daar het presentatieteam op de late avond, dat verder bestond uit Eva Jinek, Beau van Erven Dorens en Humberto Tan. Zijn talkshow kreeg de naam Renze en de eerste uitzending was op 4 juli 2022 bij RTL 4. Deze show vervangt de talkshows van Beau, Humberto en voorheen ook Jinek indien zij vakantie hebben. In september 2024 nam hij met zijn talkshow ook de laatste drie weken over van de nieuwsquiz Wat een Dag die drie weken eerder van de buis werd gehaald vanwege te lage kijkcijfers. 
In 2023 en 2024 presenteerde Klamer bij RTL 4 tevens de spelshow Het Onbekende. In 2024 was Klamer te zien als dragqueen in de oudejaarsspecial van het RTL 4-programma Make Up Your Mind.
In 2025 doet Klamer samen met Tom van 't Einde mee aan het Videoland-programma Het Jachtseizoen: Most Wanted.

## Persoonlijk
Klamer trouwde op 22 mei 2014 met zangeres Pearl Jozefzoon (1985) en samen hebben ze een dochter en een zoon. Als gezin woonden ze in Houten en kerkten ze bij de Gereformeerde Kerken vrijgemaakt. Op 11 oktober 2019 maakte Klamer bekend dat het stel uit elkaar was gegaan.